# Kościół Nawiedzenia Najświętszej Marii Panny w Suchej Beskidzkiej

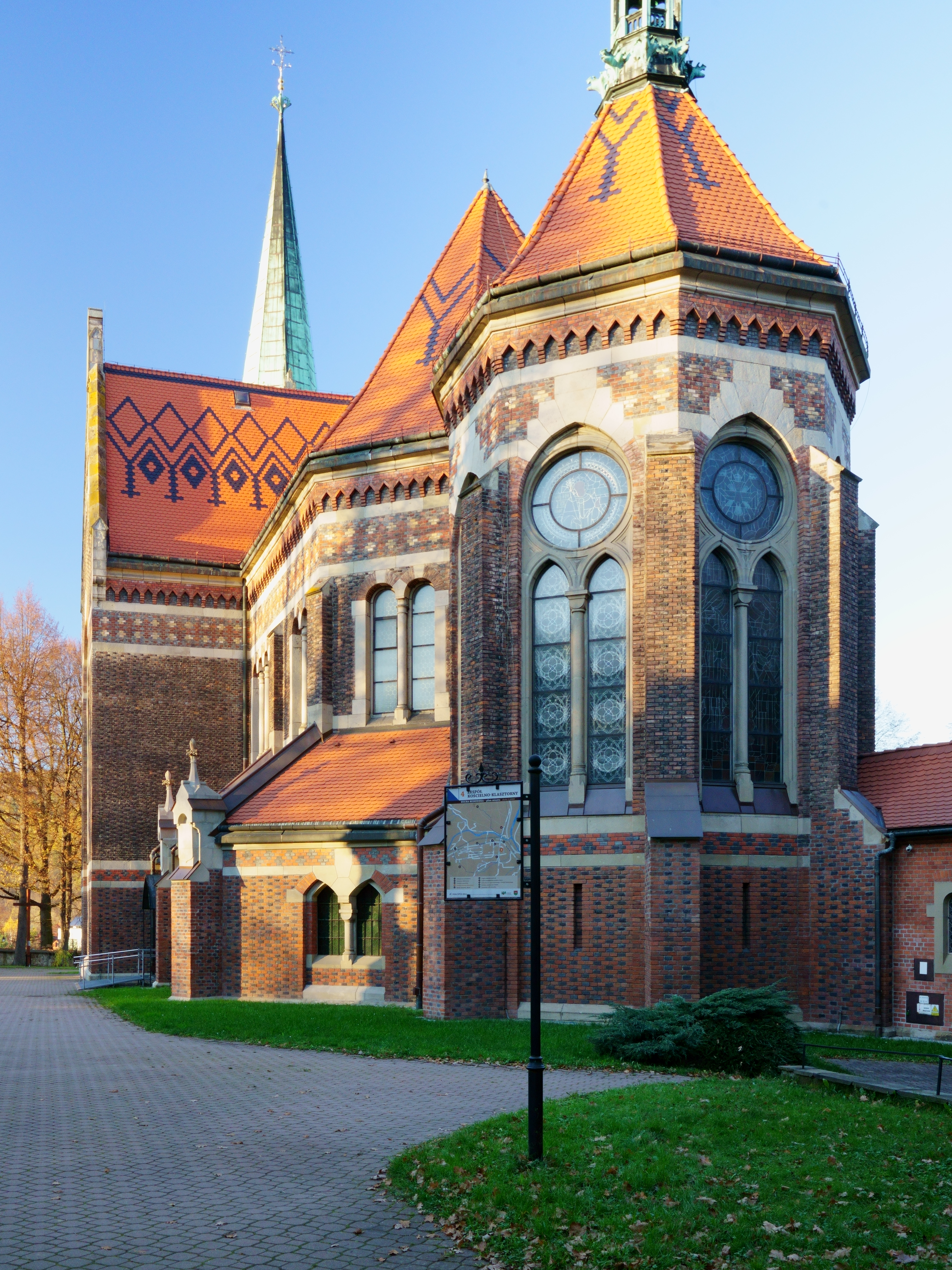

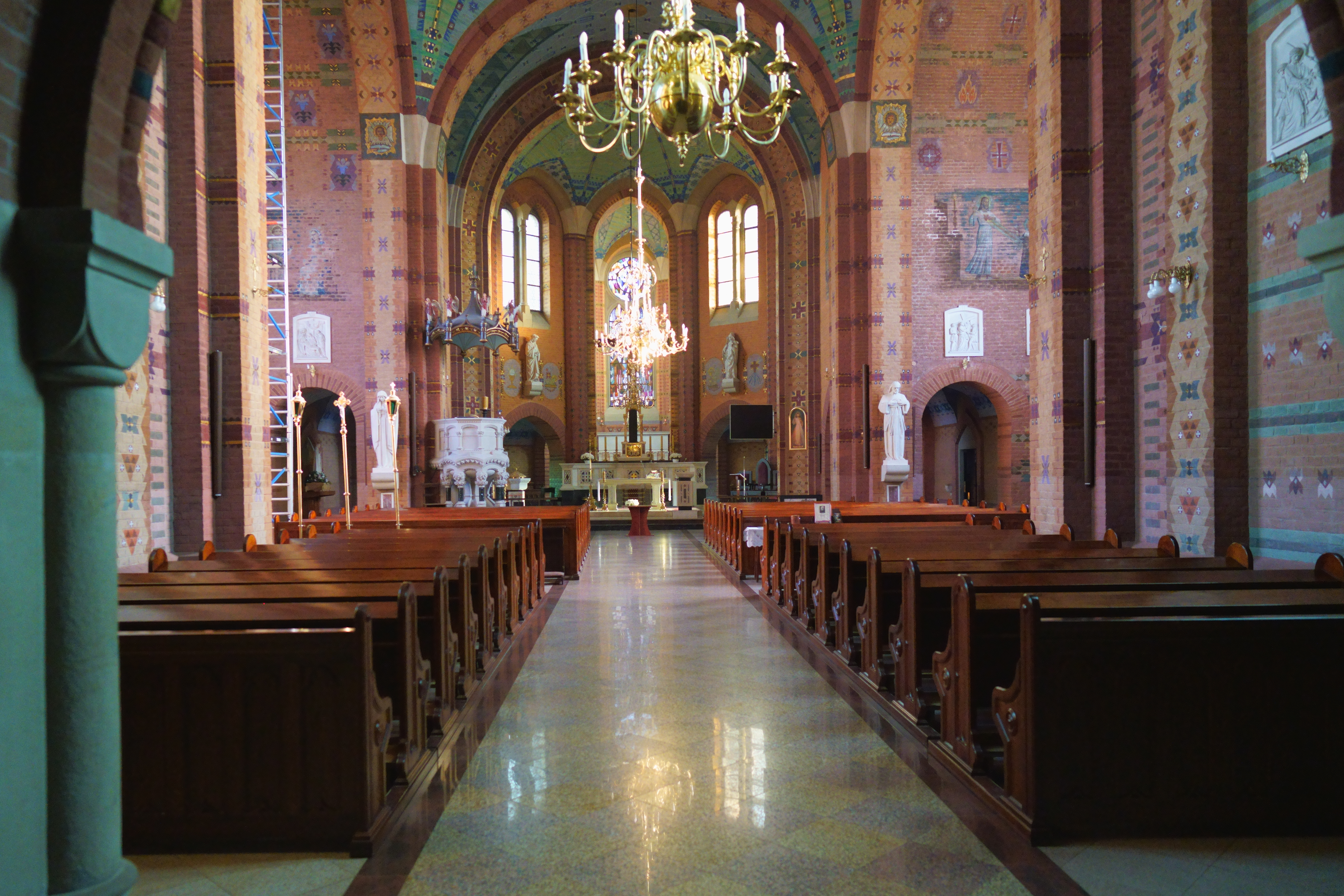
Wnętrze kościoła

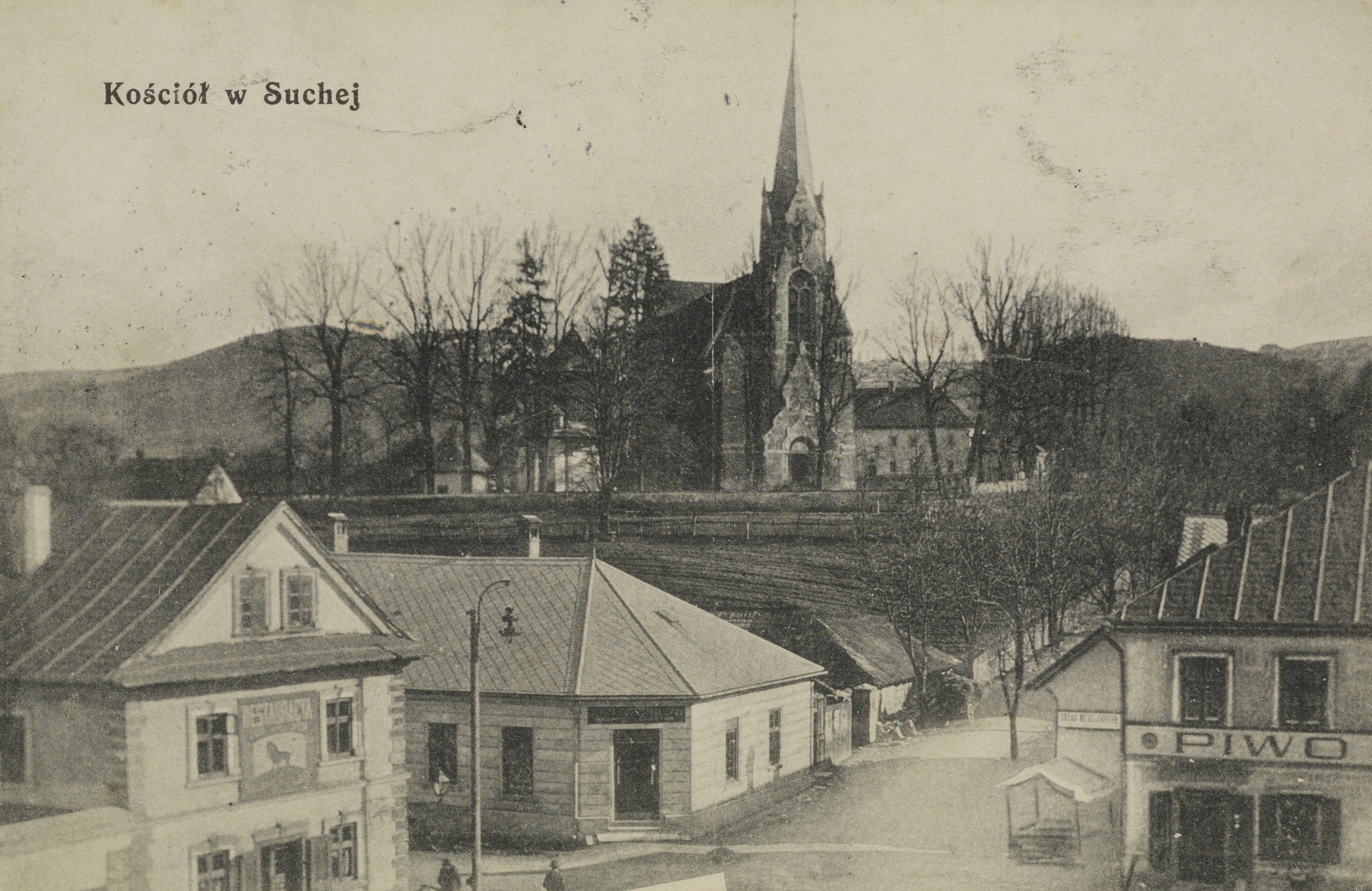
Kościół na pocztówce z około 1913

Kościół Nawiedzenia Najświętszej Marii Panny w Suchej Beskidzkiej – kościół parafialny w Suchej Beskidzkiej, w archidiecezji krakowskiej.

## Architektura
Kościół w Suchej Beskidzkiej został zaprojektowany w stylu neogotyckim przez Teodora Talowskiego około roku 1896. Inspirowany jest sztuką średniowiecza i łączy w sobie elementy romańskie i gotyckie.
Kościół usytuowany jest przy ulicy Kościelnej w Suchej Beskidzkiej. Nie znajduje się bezpośrednio przy ulicy i stoi pod kątem do niej. Kościół nie jest orientowany, jego prezbiterium skierowane jest na południowy wschód. Zbudowany jest na kamiennym fundamencie z cegły, ze znacznym użyciem kamienia, z którego wykonano detal architektoniczny. Dach pokryty jest dachówką i blachą.
Kościół jest jednonawowy z transeptem, w którym po przeciwległych stronach stoją ołtarze. W nawie głównej i prezbiterium można wyróżnić po trzy przęsła. Prezbiterium otoczone jest ambitem i zakończone wieloboczną absydą. W ambicie znajduje się kaplica.
Z ambitu prowadzi korytarz do starego kościoła, który znajduje się bezpośrednio za kościołem Nawiedzenia NMP. W korytarzu znajduje się zakrystia.
Przy fasadzie znajduje się 54-metrowa wieża, nad prezbiterium wieżyczka na sygnaturkę.

## Wnętrze
W kościele znajdują się trzy sklepienia krzyżowo-żebrowe w transepcie, prezbiterium i ambicie. Nawa główna oraz jedno przęsło w prezbiterium nakryte są sklepieniem kolebkowym z lunetami. Sklepienie oparte jest na pilastrach, które dzielą kościół na przęsła. Ambit łączy się z prezbiterium za pomocą arkad.
Od strony fasady znajduje się empora chóru muzycznego. W emporze osadzony jest kartusz z herbem Branickich Korczak.

## Zewnętrze
Fasada tworzy całość z 54 metrową wieżą i małymi wieżyczkami po jej bokach. Na osi znajduje się otwór wejściowy z pilastrami po bokach. Nad wejściem jest rozeta z witrażem. Na wieży znajdują się figury: pośrodku Ukrzyżowanie Chrystusa oraz Maria Panna, św. Jan Ewangelista, św. Anna i św. Józef osadzone przy brzegach wieży. Figury zostały wykonane z piaskowca szydłowieckiego przez Jana Cingrosa z Ołomuńca. U zwieńczenia fasady znajduje się rzeźba gołębicy.
Do kościoła prowadzi 5 wejść. Jedno znajduje się w fasadzie, dwa po bokach fasady, dwa znajdują się za transeptem i prowadzą do ambitu. Z zewnątrz kościół wspierają przypory. Okna są dwudzielne (biforia) z kolumienkami pośrodku. Otwory okienne zwieńczone są maswerkami lub rozetami. Dach jest dwuspadowy pokryty dachówką.

## Wyposażenie
Wnętrze kościoła jest nieotynkowane, ozdobione jest malowidłami na cegle. Malowidła przedstawiają sceny biblijne oraz różnego rodzaju ornamenty. W ołtarzu bocznym znajduje się Obraz Matki Bożej Suskiej, Królowej Beskidów.

### Ołtarz główny
Ołtarz został zaprojektowany przez Zygmunta Hendela, a wykonany przez Antoniego Madeyskiego w 1912 roku. Podstawa wykonana jest z marmuru karraryjskiego. Nadstawę zastępuje witraż ze sceną Nawiedzenia Najświętszej Marii Panny.
Prezbiterium ozdobione jest dodatkowo maswerkami przedstawiającymi Zesłanie Ducha Świętego, Matkę Boską Ostrobramską i św. Aleksandra. Znajdują się tam także cztery figury z wapienia pińczowskiego: św. Stanisława Biskupa, św. Stanisława Kostki, św. Jana Kantego i św. Kazimierza Jagiellończyka.
Przy łukach arkad ambitu stoją kolejne dwie rzeźby: Najświętszego Serca Marii Panny oraz Chrystusa Miłosiernego. 

### Ołtarz Męki Pańskiej
Znajduje się w lewym ramieniu transeptu. Jego projekt został zrobiony przez Franciszka Mączyńskiego w 1914 r. Na parze kolumn znajduje się rzeźbiona Grupa Ukrzyżowania wykonana z kamienia szydłowieckiego. W środku usytuowana jest mozaika przedstawiająca św. Józefa oraz metalowe tabernakulum.

### Ołtarz Najświętszego Serca Pana Jezusa
Znajduje się w prawym ramieniu transeptu. Autorem jego projektu jest także Franciszek Mączyński. Ołtarz został wykonany z kamienia szydłowieckiego. W ołtarzu znajdują się kamienne, polichromowane rzeźby, przedstawiające Serce Jezusa, św. Franciszka, św. Antoniego z Dzieciątkiem.

### Ołtarz Matki Bożej Nieustającej Pomocy
Ołtarz znajduje się w ambicie i jest wykonany z marmuru. Obraz ołtarzowy wykonany został na blasze. W ołtarzu znajdują się relikwie św. Andrzeja Boboli i św. Wincentego Pallottiego. Po przeciwległej stronie ambitu znajduje się rzeźba przedstawiająca Chrystusa Frasobliwego.

### Ambona
Projekt ambony został wykonany przez Teodora Talowskiego. Kosz ambony, wykonany z kamienia, został ozdobiony liściastymi kapitelami. Ambona posiada gwieździste sklepienie ozdobione kamiennymi aniołami.

### Droga Krzyżowa
Ściany kościoła ozdobione są płaskorzeźbami stacji drogi krzyżowej. Stacje zostały wykonane przez Władysława Druciaka w kamieniu pińczowskim.